# Liberté morphologique (transhumanisme)

Logo du mouvement transhumaniste symbolisant l'humain augmenté (h+)

La liberté morphologique est un concept philosophique, éthique et politique mis en avant par la pensée transhumaniste. Cette liberté postule le fait de revendiquer un droit de s'améliorer, ou à pouvoir assumer sa différence et sa personnalité, notamment par la technique, pour modifier les potentielles limites de sa nature biologique,. La liberté morphologique est en opposition vis-à-vis du bioconservatisme.

## Définition et positions

### Idées générales
La liberté morphologique est connectée avec le concept de "l'augmentation de l'être humain" au sein du courant transhumaniste. La plupart des observateurs y voient donc une idéologie de l’augmentation, traduction du mot anglais "enhancement". Or, ce terme anglais peut se traduire également par "amélioration", laquelle n’est donc pas forcément linéaire. L’amélioration de la liberté morphologique peut ainsi également être perçue et passer comme une forme de "diversification". Dans cette perspective, la liberté morphologique est moins le fait de devenir plus fort ou plus intelligent que celui d’exister autrement, d'assumer son individualité.

### Applications politiques

Drapeau anarcho-transhumaniste.

Les transhumanistes techno-progressistes, via ce concept de liberté morphologique et corporelle, militent ainsi pour divers droits et applications politiques tels que : le droit démocratique de pouvoir s’approprier la technologie en ne la laissant pas aux mains des laboratoires spécialisés, le biohacking, la critique du bioconservatisme, l'allongement de l'espérance de vie, le libre accès aux outils pour pouvoir changer de genre, le droit à l'avortement, l'accès facile à la pilule contraceptive, etc.  
Pour atteindre ce droit politique et économique à la liberté morphologique, il existe des débats internes au sein du courant transhumaniste. Par exemple, les anarcho-transhumanistes (qui sont anti-capitalistes et anti-étatiques car anarchistes) n'ont pas les mêmes stratégies politiques que d'autres transhumanistes qui seraient libéraux ou socio-démocrates. Par ailleurs, les anarchistes transhumanistes ont comme slogan, pour définir à leur manière la liberté morphologique, celui-ci : « nous devrions viser à étendre nos libertés physiques autant que nous visons à étendre nos libertés sociales. »,